# ماتریس مربعی
در علم ریاضیات ماتریس مربعی (به انگلیسی: Square Matrix) گونه خاصی از ماتریس‌ها هستند که در آن تعداد سطرها و ستون‌ها با هم برابر باشند. یک ماتریس مربعی را به شکل Ann نشان می‌دهند که در آن n تعداد سطرها و ستون‌ها را نشان می‌دهد. مشخصه قطر اصلی و فرعی از ویژگی‌های خاص این گونه ماتریس‌ها است. در زیر یک ماتریس مربعی ۴ در ۴ نشان داده شده است.
{\displaystyle \mathbf {A} ={\begin{bmatrix}9&13&5&2\\1&11&7&6\\3&7&4&1\\6&0&7&10\end{bmatrix}}.}

## برخی ماتریس های مربعی خاص

### ماتریس قطری
ماتریس قطری گونه ای از ماتریس مربعی است که همه اعضای آن به جز اعضای قطر اصلی، صفر باشند.
{\displaystyle {\begin{bmatrix}a_{11}&0&0\\0&a_{22}&0\\0&0&a_{33}\end{bmatrix}}}

### ماتریس همانی
ماتریس همانی یا ماتریس یکه به یک ماتریس n-در-n گفته می‌شود که درایه‌های قطر اصلی آن یک و بقیه درایه‌ها صفر باشند. این ماتریس با In یا اگر اندازه ماتریس قابل تشخیص باشد به صورت ساده‌تر با I نشان داده می‌شود.
{\displaystyle I_{1}={\begin{bmatrix}1\end{bmatrix}},\ I_{2}={\begin{bmatrix}1&0\\0&1\end{bmatrix}},\ I_{3}={\begin{bmatrix}1&0&0\\0&1&0\\0&0&1\end{bmatrix}},\ \cdots ,\ I_{n}={\begin{bmatrix}1&0&\cdots &0\\0&1&\cdots &0\\\vdots &\vdots &\ddots &\vdots \\0&0&\cdots &1\end{bmatrix}}}

### ماتریس مثلثی
اگر تمام اعضای زیر قطر اصلی ماتریس صفر باشند، ماتریس بالا مثلثی و اگر همه اعضای بالای قطر اصلی صفر باشند، ماتریس پایین مثلثی است.
{\displaystyle {\begin{bmatrix}a_{11}&0&0\\a_{21}&a_{22}&0\\a_{31}&a_{32}&a_{33}\end{bmatrix}}}
{\displaystyle {\begin{bmatrix}a_{11}&a_{12}&a_{13}\\0&a_{22}&a_{23}\\0&0&a_{33}\end{bmatrix}}}